# Hemipolygona cuna
Hemipolygona cuna is een slakkensoort uit de familie van de Fasciolariidae. De wetenschappelijke naam van de soort is voor het eerst geldig gepubliceerd in 1990 door Petuch.